# La Dernière Passe
Pour plus de détails, voir Fiche technique et Distribution.
La Dernière Passe (The Best of Times) est un film américain réalisé par Roger Spottiswoode, sorti en 1986.

## Synopsis
Jack Dundee mène une vie normale et paisible dans la petite ville de Taft en Californie. Jack est directeur d'une banque. Malgré cette réussite, Jack ne cesse de repenser à un match de football universitaire de 1972. Lors de la finale contre l'éternel rival de Bakersfield, il a raté une passe décisive en fin de match. De plus, son beau-père, surnommé « le Colonel », ne cesse de lui remémorer ce souvenir douloureux. Jack décide donc de rejouer ce fameux match, treize ans plus tard ! Il recontacte notamment Reno Hightower, ancien quarterback de l'équipe, aujourd'hui employé dans le garage de la ville. Jack va essayer de convaincre les joueurs et les supporteurs des bienfaits de ce match, qui pourrait relancer la ville de Taft et les couples respectifs de Jack et Reno.

## Fiche technique
Sauf indication contraire, les informations mentionnées dans cette section peuvent être confirmées par la base de données cinématographiques IMDb,  présente dans la section « Liens externes ».
- Titre français : La Dernière Passe
- Autre titre français pour la sortie en vidéo : Une équipe du tonnerre
- Titre original : The Best of Times
- Réalisation : Roger Spottiswoode
- Scénario : Ron Shelton
- Musique : Arthur B. Rubinstein
- Photographie : Charles F. Wheeler
- Montage : Garth Craven
- Production : Gordon Carroll
- Sociétés de production : Cinema Group Ventures et Kings Road Entertainment
- Société de distribution : Universal Pictures
- Pays :  États-Unis
- Langue originale : anglais
- Format : Couleur - Dolby - 35 mm - 1.85:1
- Genre : comédie dramatique, sport
- Durée : 104 minutes
- Date de sortie :
  - États-Unis : 31 janvier 1986

## Distribution
- Robin Williams (VF : Jean-Claude Montalban) : Jack Dundee
- Kurt Russell (VF : Patrick Poivey) : Reno Hightower
- Pamela Reed (VF : Francine Lainé) : Gigi Hightower
- Holly Palance (en) (VF : Anne Rochant) : Elly Dundee
- Donald Moffat (VF : Michel Barbey) : « le Colonel »
- M. Emmet Walsh (VF : Jacques Dynam) : Charlie
- R. G. Armstrong (VF : Jean Michaud) : Schutte
- Donovan Scott (VF : Maurice Sarfati) : Eddie
- Dub Taylor (VF : Michel Barbey) : Mac
- Carl Ballantine : Arturo
- Kathleen Freeman (VF : Nelly Vignon) : Rosie
- Tony Plana (VF : Maurice Sarfati) : Chico
- Kirk Cameron (VF : Emmanuel Curtil) : Teddy
- Robyn Lively (VF : Joëlle Guigui) : Jaki Dundee
- Jeff Doucette : Olin
- Anne Haney : Marcy
- Margaret Whitton : Darla
- Tracey Gold : une amie de Jaki Dundee
- Linda Hart (en) (VF : Daniele Hazan) : Linda
- Eloy Casados (en) (VF : Jean-Paul Solal) : Carlos
- Bill Overton (VF : Michel Muller) : Luther Jackson
- Michael Rich (VF : Hervé Rey) : Blade
- William G. Schilling (en) (VF : Med Hondo) : Caribou #1
- Hugh Gillin (VF : Gérard Dessalles) : Caribou #2

## Production
Le réalisateur Roger Spottiswoode et le scénariste Ron Shelton travaillent à nouveau ensemble après Under Fire (1983). Ron Shelton avait par ailleurs officié comme script doctor sur Deux cent mille dollars en cavale (1981).
Ce film marque les débuts au cinéma de l'actrice Robyn Lively.
Le tournage a lieu de janvier à avril 1985, principalement à Taft en Californie, la ville réelle de l'intrigue. Quelques scènes sont tournées dans d'autres villes de l'État, comme Burbank et Moorpark.
Robin Williams et Kurt Russell ont tous deux pratiqué le football américain durant leurs études et n'ont pas été doublés pour les scènes du film.

## Accueil
Sur l'agrégateur américain Rotten Tomatoes, le film ne récolte que 31% d'avis favorables, pour 13 critiques et une note moyenne de 4,67⁄10.
Côté box-office, le succès n'est pas non plus au rendez-vous avec 7 790 931 $ sur le sol américain.
Robin Williams avouera quelques années plus tard que choisir Roger Spottiswoode comme réalisateur a sûrement été une erreur. Britanno-canadien, ce dernier n'était en effet pas très familier du football américain.